# Csinsimi tatha
A Csinsimi tatha (hangul: 진심이 닿다, RR: Jinsimi Data), angol címén Touch Your Heart, egy 2019-ben bemutatott dél-koreai televíziós sorozat, melyet a tvN csatorna vetített I Donguk (Lee Dong-wook) és Ju Inna (Yoo In-na) főszereplésével.

## Szereplők
- I Donguk (Lee Dong-wook): O Csinszim / O Jonszo (Oh Jin-shim / Oh Yoon-seo)
- Ju Inna (Yoo In-na): Kvon Dzsongrok (Kwon Jung-rok)

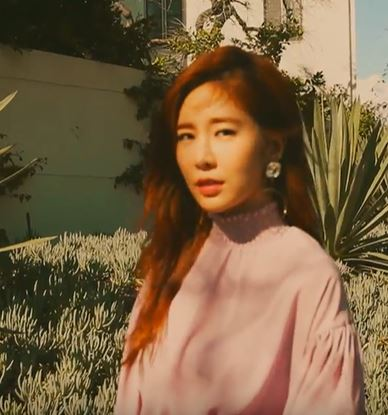
Ju Inna (Yoo In-na)
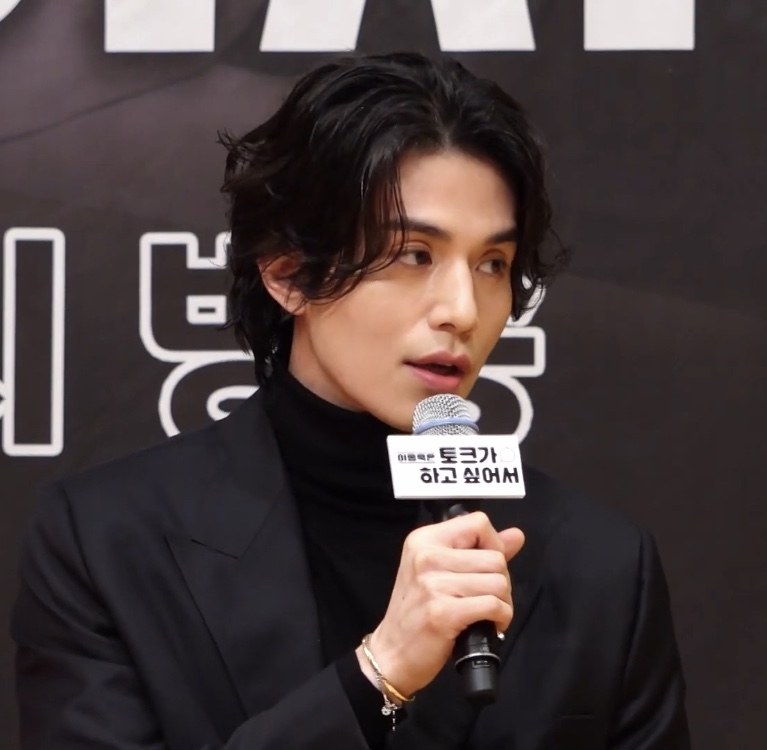
I Donguk (Lee Dong-wook)